# Математическое совпадение
Математическое совпадение — ситуация, когда два выражения дают почти одинаковые значения, хотя теоретически это совпадение никак объяснить нельзя. Например, существует близость круглого числа 1000, выраженного как степень 2 и как степень 10: {\displaystyle 2^{10}=1024\approx 1000=10^{3}}. Некоторые математические совпадения используется в инженерном деле, когда одно выражение используется как приближение другого.

## Введение
Математическое совпадение часто связано с целыми числами, и удивительные («случайные») примеры отражают факт, что вещественные числа, возникающие в некоторых контекстах, оказываются по некоторым стандартам «близкой» аппроксимацией малых целых чисел или степени десятки, или, более общо, рационального числа с малым знаменателем. Другой вид математических совпадений, таких как целые числа, одновременно удовлетворяющие нескольким, внешне не связанным, критериям или совпадения, относящиеся к единицам измерения. В классе чисто математических совпадений некоторые простые результаты имеют глубокое математическое основание, в то время как другие появляются «нежданно-негаданно».
Если дано счётное число путей образования математических выражений, использующих конечное число символов, совпадение числа используемых символов и точности приближения может быть наиболее очевидным путём получения математического совпадения. Стандарта, однако, нет и сильный закон малых чисел является видом аргумента, к которому прибегают, когда нет формального математического понимания. Необходимо некоторое эстетическое математическое чувство для вынесения решения о значении математического совпадения, является ли это исключительным явлением, либо это важный математический факт (например, постоянная Рамануджана ниже о константе, которая появилась в печати несколько лет назад как научная первоапрельская шутка). Подводя итог, эти случайные совпадения рассматриваются из-за их курьёзности или для ободрения любителей математики на элементарном уровне.

## Некоторые примеры

### Рациональные приближения
Иногда простые рациональные приближения исключительно близки к интересным иррациональным значениям. Факт объясним в терминах представления иррациональных значений непрерывными дробями, но почему эти невероятные совпадения случаются, часто остаётся неясным.
Часто используется рациональное приближение (непрерывными дробями) к отношению логарифмов различных чисел, что даёт (приближённое) совпадение степеней этих чисел.
Некоторые совпадения с числом {\displaystyle \pi }:
- первая подходящая дробь числа {\displaystyle \pi }, [3; 7] = 22/7 = 3,1428..., известна с времён Архимеда [3], и даёт точность около 0,04 %. Третья подходящая дробь, [3; 7, 15, 1] = 355/113 = 3,1415929..., которую нашёл Цзу Чунчжи [4], верна до шести десятичных знаков[3]. Эта высокая точность получается из-за того, что следующий член непрерывной дроби имеет необычно большое значение: {\displaystyle \pi }= [3; 7, 15, 1, 292, ...][5];
- совпадение, в котором участвует {\displaystyle \pi } и золотое сечение φ, задаётся формулой {\displaystyle \pi \approx 4/{\sqrt {\varphi }}=3,1446\dots }. Это соотношение связано с треугольником Кеплера; некоторые исследователи считают, что это совпадение найдено в пирамидах Гизы, но крайне невероятно, что оно является преднамеренным[6];
- существует последовательность шести девяток, которая начинается с 762-й позиции десятичного представления числа {\displaystyle \pi }. Для случайно выбранного нормального числа вероятность любой выбранной последовательности шести цифр (например, 658 020) встречается редко в десятичном представлении, только 0,08 %. Есть гипотеза, что {\displaystyle \pi } является нормальным числом, но это не доказано;
- {\displaystyle {\frac {5}{6}}\pi \approx \varphi ^{2}}; верно с точностью до 0,002 %.
- {\displaystyle {\frac {7^{7}}{2^{18}}}=3,141567230224609375\approx \pi }, верно с точностью до 0,0008%.

Совпадения с числом {\displaystyle e}:
- последовательность цифр «1828» повторяется дважды близко к началу десятичного представления числа {\displaystyle e} = 2,7 1828 1828....[7]; из этого вытекает совпадение {\displaystyle e\thickapprox {\frac {271801}{99990}}} с точностью до 0,00000001%.
- существует последовательность цифр «99 999 999» среди первых 500 тыс. знаков числа {\displaystyle e}[8].

Также широко используется совпадение {\displaystyle 2^{10}=1024\approx 1000=10^{3}}, верное с точностью 2,4 %. Рациональное приближение {\displaystyle \textstyle {\frac {\log 10}{\log 2}}\approx 3{,}3219\approx {\frac {10}{3}}}, или {\displaystyle 2\approx 10^{3/10}} совпадает с точностью до 0,3 %. Это совпадение используется в инженерных расчётах для приближения удвоенной мощности как 3 децибела (фактическое значение равно 3,0103 dB — точка половинной мощности), либо для перевода кибибайтов в килобайты . Это же совпадение можно переписать как {\displaystyle 128=2^{7}\approx 5^{3}=125} (исключаем общий множитель {\displaystyle 2^{3}}, так что относительная погрешность остаётся той же самой, 2,4 %), что соответствует рациональному приближению {\displaystyle \textstyle {\frac {\log 5}{\log 2}}\approx 2,3219\approx {\frac {7}{3}}}, или {\displaystyle 2\approx 5^{3/7}} (также в пределах 0,3 %). Это совпадение используется, например, для установки выдержки в камерах как приближение степеней двойки (128, 256, 512) в последовательности выдержек 125, 250, 500, и так далее.

#### Совпадения с музыкальными интервалами
Совпадение {\displaystyle 2^{19}\approx 3^{12}}, {\displaystyle {\frac {\log 3}{\log 2}}\approx 1,5849\dots \approx {\frac {19}{12}}} обычно используется в музыке при настройке 7 полутонов равномерно темперированного строя в чистую квинту натурального строя: {\displaystyle 2^{7/12}\approx 3/2;}, что совпадает с точностью до 0,1 %. Чистая квинта служит основой пифагорова строя и является наиболее распространённой системой в музыке. Из вытекающей аппроксимации{\displaystyle {(3/2)}^{12}\approx 2^{7}} следует, что квинтовый круг завершается на семь октав выше начала.
Совпадение {\displaystyle {\sqrt[{12}]{2}}{\sqrt[{7}]{5}}=1,33333319\ldots \approx {\frac {4}{3}}} приводит к рациональной версии 12-TET ладов, как заметил Иоганн Кирнбергер.
Совпадение {\displaystyle {\sqrt[{8}]{5}}{\sqrt[{3}]{35}}=4,00000559\ldots \approx 4} приводит к рациональной версии темперации среднетонового строя на 1/4 коммы.
Совпадение {\displaystyle {\sqrt[{9}]{0,6}}{\sqrt[{28}]{4,9}}=0,99999999754\ldots \approx 1} ведёт к очень маленькому интервалу {\displaystyle 2^{9}3^{-28}5^{37}7^{-18}} (около миллицента).
Совпадение со степенью 2 приводит к тому, что три большие терции составляют октаву, {\displaystyle {(5/4)}^{3}\approx {2/1}}. Это и другие похожие приближения в музыке называются диесами.

### Числовые выражения
Выражения со степенями {\displaystyle \pi }:
- {\displaystyle \pi ^{2}\approx 10} с точностью около 1,3 %[11] Это можно понять в терминах формулы дзета-функции {\displaystyle \zeta (2)=\pi ^{2}/6}[12], это совпадение использовалось при разработке логарифмических линеек, когда шкала начинается с {\displaystyle \pi }, а не с {\displaystyle {\sqrt {10}}};
- {\displaystyle \pi ^{2}\approx 227/23} с точностью до 0,0004 %[11];
- {\displaystyle \pi ^{3}\approx 31} с точностью до 0,02 %;
- {\displaystyle {\sqrt[{5}]{\pi ^{3}+1}}\approx 2} с точностью до 0,004 %;
- {\displaystyle \pi \approx \left(9^{2}+{\frac {19^{2}}{22}}\right)^{1/4}} или {\displaystyle 22\pi ^{4}\approx 2143}[13] с точностью до 8 десятичных знаков[14];

{\displaystyle {\sqrt[{4}]{\frac {2143}{22}}}=3,1415926525\dots };
{\displaystyle {\sqrt[{5}]{306}}=3,14155\dots };
{\displaystyle {\sqrt[{6}]{\frac {17305}{18}}}=3,1415924\dots };
{\displaystyle {\sqrt[{7}]{\frac {21142}{7}}}=3,14159\dots };
{\displaystyle {\sqrt[{14}]{\frac {100343883}{11}}}=3,14159265359\dots };
Некоторые правдоподобные связи выполняются с высокой степенью точности, но тем не менее остаются совпадениями. Примером служит:
{\displaystyle \int _{0}^{\infty }\cos(2x)\prod _{n=1}^{\infty }\cos \left({\frac {x}{n}}\right)\mathrm {d} x\approx {\frac {\pi }{8}}}.
Две стороны этого выражения отличаются лишь в 42-м десятичном знаке.
Выражения со степенями {\displaystyle \pi } и {\displaystyle e}:
- {\displaystyle \pi ^{4}+\pi ^{5}\approx e^{6}}, с точностью 0,000 005 %[13];
- {\displaystyle {\sqrt[{4}]{3^{3}e^{\pi }}}} очень близко к 5, точность около 0,008 %;
- {\displaystyle {3}^{\frac {\pi +e}{4}}} очень близко к 5, точность около 0,000 538 %[16];
- {\displaystyle e^{\pi }-\pi \approx 19,99909998} очень близко к 20[17], это совпадение эквивалентно {\displaystyle (\pi +20)^{i}=-0,9999999992\ldots -i\cdot 0,000039\ldots \approx -1}[13];
- {\displaystyle \pi ^{3^{2}}/e^{2^{3}}=9,9998\ldots \approx 10}[13].

Выражения с {\displaystyle \pi }, {\displaystyle e} и 163:
- {\displaystyle {163}\cdot (\pi -e)\approx 69} с точностью 0,0005 %][13];
- {\displaystyle {\frac {163}{\ln 163}}\approx 2^{5}} с точностью 0,000004 %][13];
- постоянная Рамануджана[англ.]: {\displaystyle e^{\pi {\sqrt {163}}}\approx (2^{6}\cdot 10005)^{3}+744}, точность {\displaystyle 2,9\cdot 10^{-28}\%}, открытая в 1859 году Шарлем Эрмитом[18], не является необъяснимым случайным математическим совпадением, поскольку является следствием того, что 163 является числом Хегнера.

Выражение с логарифмами:
- {\displaystyle \ln 2\approx \left({\frac {2}{5}}\right)^{\frac {2}{5}}} (точность 0,00024 %).

В обсуждении парадокса дней рождения возникает число {\displaystyle \lambda ={\frac {1}{365}}{23 \choose 2}={\frac {253}{365}}}, которое «забавно» равно {\displaystyle \ln(2)} с точностью до 4 знаков.

### Числовые совпадения в физическом мире

#### Длина шести недель
Число секунд в шести неделях, или 42 днях, равно в точности 10! (факториал) секунд (так как {\displaystyle 24=4!}, {\displaystyle 42=6\cdot 7} и {\displaystyle 60^{2}=5\cdot 8\cdot 9\cdot 10}). Многие заметили это совпадение, в частности, число 42 имеет важное значение в романе Дугласа Адамса «Автостопом по галактике».

#### Скорость света
Скорость света (по определению) равна в точности
299 792 458 м/с, очень близко к 300 000 000 м/с. Это чисто совпадение, поскольку метр был первоначально определён как 1/10 000 000 расстояния между земным полюсом и экватором на уровне моря, длина земной окружности получилась около 2/15 световой секунды.

#### Гравитационное ускорение
Не являясь константной, а зависящей от широты и долготы, числовое значение ускорение свободного падения на поверхности лежит между 9,74 и 9,87, что достаточно близко к 10. Это означает, что в результате второго закона Ньютона вес килограмма массы на земной поверхности Земли соответствует примерно 10 ньютонам приложено на объект силы .
Это совпадение на самом деле связано с вышеупомянутым совпадением квадрата {\displaystyle \pi } с 10. Одно из ранних определений метра — длина маятника, период колебания которого равна двум секундам. Поскольку период полного колебания примерно задаётся формулой ниже, после алгебраических выкладок, получим, что гравитационная постоянная равна квадрату {\displaystyle \pi }
{\displaystyle T\approx 2\pi {\sqrt {\frac {L}{g}}}}
Когда было обнаружено, что длина окружности Земли очень близка 40 000 000 метрам, определение метра было изменено, чтобы отразить этот факт, поскольку это был более объективный стандарт (гравитационная постоянная на поверхности Земли не постоянна). Это привело к увеличению длины метра чуть меньше чем на 1 %, что попадало в пределы экспериментальных ошибок измерения.
Ещё одно совпадение — что величина g, равная примерно 9,8 м/с2, равна 1,03 светового года/год2, что близко к 1. Это совпадение связано с фактом, что g близко к 10 в системе единиц СИ (м/с2), как упоминалось выше, вместе с фактами, что число секунд в году близко к численному значению c/10, где c — скорость света в м/с.

#### Константа Ридберга
Постоянная Ридберга, умноженная на скорость света и выраженная как частота, близка к {\displaystyle {\frac {\pi ^{2}}{3}}\times 10^{15}}Гц:
{\displaystyle {\underline {3,2898}}41960364(17)\times 10^{15}}Гц {\displaystyle =R_{\infty }c} .
{\displaystyle {\underline {3,2898}}68133696\ldots ={\frac {\pi ^{2}}{3}}}

### Постоянная тонкой структуры
Постоянная тонкой структуры {\displaystyle \alpha } близка к {\displaystyle {\frac {1}{137}}} и была гипотеза, что она в точности равна {\displaystyle {\frac {1}{137}}}.
{\displaystyle \alpha ={\frac {1}{137,035999074\dots }}}
Хотя это совпадение не столь строго, как некоторые выше, замечательно, что {\displaystyle \alpha } является безразмерной константой, так что это совпадение не связано с используемой системой мер.